# いしかり (護衛艦)
いしかり（JS Ishikari, DE-226）は、海上自衛隊の護衛艦（DE）。昭和52年度計画で1隻のみ建造された。建造単価は127億200万円。艦名は石狩川に由来し、艦艇名としては旧海軍通して初の命名である。

## 来歴
草創期の海上自衛隊では、50～60メートル級と小型の駆潜艇（PC）を大量建造して、沿岸警備に充当していた。しかし船型が小さいために、急速に発展するテクノロジーに追随して水測装備・対潜兵器を更新するのが難しく、また航洋性にも制約があった。このことから、駆潜艇の老朽化を見据えて、第3次防衛力整備計画では、駆潜艇をもとに大型化して装備も強化した基準排水量1,000トン・全長80メートル級の沿岸警備艦（PCE）による更新が計画された。しかし日本海の冬季平均波長とPCEの予測動揺性能を考慮すると、この諸元では戦略3海峡（宗谷・津軽・対馬）の封鎖作戦を行うには性能的に不足であり、全長は少なくとも90メートル、できれば100メートル級が望ましいと結論された。
同時に、装備に関する検討も進められた。1960年代当時、海上自衛隊が仮想敵としていたソビエト連邦海軍は、対潜戦重視の大型対潜艦（BPK）への方針転換の直後にあたり、キンダ型・クレスタI型など、長射程のSS-N-3艦対艦ミサイルを主兵装とするミサイル巡洋艦（RKR）が依然として多数を占めていた。また1969年からは、新世代のSS-N-9艦対艦ミサイルを主兵装とする小型ミサイル艦（MRK）であるナヌチュカ型コルベットの配備も開始された。戦略3海峡の監視にあたっては、同海峡を通過するこれらの艦と遭遇する機会も多かったが、当時の海上自衛隊は艦対艦ミサイルを装備化しておらず、対抗は困難と考えられた。このことから、PCEには艦対艦ミサイルの導入も求められることになった。これらの要請に応じて設計されたのが本艦である。

## 設計
本艦は、護衛艦として初めてガスタービン主機関を搭載し、これに伴って船型を中央船楼型とするなど、設計面でもエポックメイキングなものとなっている。基本計画番号はE110。

### 船体
船型としては、当初はいすず型（34DE）以来の遮浪甲板型を踏襲することも検討された。しかしガスタービン主機関の搭載に伴って、大掛かりな吸排気スペースを確保する必要があったことから、西欧の同系主機関搭載艦（英海軍21型など）と同様の中央船楼型が採択されることになった。これによって艦首乾舷が低くなったことから、これを補うため艦首にはやや強いシアが付されており、艦首形状はフレアの強い単曲率（シングル・カーベチュア）型のクリッパー・バウが採用された。最前部両舷に主錨が収容されている。
本艦では、上甲板を第1甲板として、その上方に1層の船楼甲板（01甲板）を設けている。船楼の前半部には2層の艦橋構造物が、また後半部には主機関・発電機の煙路や吸排気区画を収めた煙突構造物が設けられている。艦橋構造物後端には4脚のラティス・マストが設置された。これらの艦橋・上部構造物・煙突・マストなどには、重量軽減のためアルミニウム合金を使用している。また01甲板との取り合わせは、STJ（チタンをアルミ合金、鋼の間に挟んだ爆着材）を使用し、ほぼ全面に溶接構造を採用した。船体内には、中央部後方に機関区画が設定されており、その前方では2層、後方では1層の甲板が設けられている。また艦対艦ミサイル・プラットフォームとしての安定性を確保するため、フィンスタビライザーも1組搭載された。
全体的に見て本艦の設計は余裕に乏しく過小と判断されたことから、本艦の就役以前の段階で、2番艦は基準排水量にして200トン大型化した発展型（ゆうばり型）とすることとされた。

### 機関
海上自衛隊では、昭和29年度計画で建造された駆潜艇「はやぶさ」で搭載したCODAG主機関の運用実績が芳しくなかったことから、護衛艦の主機関のガスタービン化に慎重な姿勢をとっていた。しかし1960年代から1970年代にかけて、欧米諸国において、航空機用ターボシャフト/ターボプロップエンジンの舶用転用によるガスタービン主機の採用が拡大しはじめた情勢を受けて、海自でも、昭和49年度計画の2500トン型護衛艦（49DDK）でロールス・ロイス社製オリンパスTM3Bガスタービンエンジンを高速機として採用したCODOG主機関の採用を決定していたが、これは折からのオイルショックの煽りを受けて実現せずに終わった。
本艦では49DDKの計画時の検討を踏まえてCODOG方式が採択され、高速機としては49DDKと同じオリンパスTM3Bが採用された。また巡航機としては、4次防下で開発された12気筒の大出力ディーゼルエンジン（12DRV）を6気筒化した三菱重工業製6DRV35/44が採用されたが、これも49DDKの計画段階で採用が検討されていた機種であった。これらの主機関は各1基搭載することになったため、推進軸数を1軸とするか2軸とするかが問題となった。1軸推進は、アメリカ海軍の戦後型護衛駆逐艦・フリゲートで採用されてきた実績があり、船価低減効果も認められたことから、十分に合理的ではあった。しかし従来の護衛艦はいずれも2軸推進であり、また海自独特の錨地における泊地訓練や出入港時の状況を考慮した結果、2軸推進が採択されることになった。これに伴い、2基の主機関はまず1次減速機に接続され、ここから2次減速機によって両舷の軸機に出力を分配するという複雑な構成が採用されている。逆転運転できないというガスタービンの特性を考慮して、推進器には海自として初めて可変ピッチ・プロペラ（CPP）が採用された。回転数は340rpmであった。速度制御は、低速時においては主機の回転数を固定して翼角制御により行ない、13ノット以上においては翼角は最大として、主機の回転数により行なう。巡航機から高速機への切り替え点は速度18.6ノット（210rpm）である。
電源としては、ガスタービン駆動・力量400キロワットの主発電機3基が搭載されており、戦闘時には2基を並列駆動して1基を待機とし、停泊時には1基を駆動することとされていた。ガスタービン主発電機の原動機は、米ギャレット社のIME831-800ガスタービンエンジンを神鋼造機がOEM生産して搭載した
機関区画は2室構成とされており、第1機械室にディーゼル主機関と減速機および1・2号発電機、第2機械室にガスタービン主機関が収容されている。2基の主機関はいずれも艦の中心線上に設置されていた。なお、大湊への配属が決定していたことから、ガスタービン吸気口への着氷が懸念され、対策が講じられていた。ただし高温の排気への対策は、DDと比べると不十分であったともされている。

## 装備

### センサ
従来、海上自衛隊の国産DEは、Lバンドの対空捜索用レーダーとCバンドの対水上捜索用レーダーを搭載してきた。しかし本艦では、沿岸海域での作戦を中心とする運用構想であったことから、これにあわせて、Cバンドの新型対水上捜索用レーダーであるOPS-28をもとにビームパターンを変更して対空警戒能力を付与したOPS-28-1のみを搭載していた。
またソナーについても、海峡などの浅海域対潜戦という運用構想にあわせて、SQS-35J可変深度ソナーをハルソナー仕様に国内改良したSQS-36D(J)（13キロヘルツ級）が採用された。これは先行して整備されたちくご型で搭載された66式探信儀OQS-3よりも高周波を使用するため、探知距離は短いものの分解能に優れている。本艦では対潜兵器として比較的短射程の対潜ロケット砲と短魚雷のみを搭載するため、これに対応する性能を備えるものと考えられた。ただしソナー送受波器の装備位置が航走時に生じる艦首波が砕ける位置とほぼ一致し、またディーゼル主機関の水中放射雑音対策が不十分であったため、対潜戦上の支障が指摘されていた。
電子戦支援（ESM）装備としては、NOLR-6B電波探知装置とOLR-9ミサイル警報装置が搭載された。

### 武器システム
上記の経緯により、本艦は、ハープーン ブロック1A艦対艦ミサイル発射筒を自衛艦として初めて搭載している。一方、浅海域対潜戦を前提としたことから、対潜兵器としてはアスロック対潜ミサイルを廃し、船楼前端に設置された375mm4連装対潜ロケット発射機（71式ボフォース・ロケットランチャー）と、煙突構造物前端両舷の324mm3連装短魚雷発射管（68式）のみを搭載する。これに伴い、水中攻撃指揮装置としてはボフォース管制用のSFCS-7が搭載された。これはみねぐも型のSFCS-3を元に、ボフォース・ロケット弾の弾道計算部をデジタル化したものであった。
また砲煩兵器としては、62口径76mm単装速射砲（76mmコンパット砲）に81式射撃指揮装置2型21B（FCS-2-21B）を組み合わせて搭載した。これらは、1975年より「むらくも」で試験を重ねてきたシステムであり、いずれも実装備としては初号機となった。なおFCS-2のアンテナは、試作機ではカセグレン方式とされていたが、本艦ではOPS-28-1を補完して捜索機能の付与が求められたことから、パッシブ・フェーズドアレイ（PESA）方式に変更された。

## 艦歴
「いしかり」は、第4次防衛力整備計画に基づく昭和52年度計画警備艦1226号艦として、三井造船玉野事業所で1979年5月17日に起工され、1980年3月18日に進水、1981年3月28日に就役し、大湊地方隊第32護衛隊に編入された。
1983年3月18日、大湊地方隊隷下に新編された第35護衛隊に同日付で就役した「ゆうばり」とともに編入された。
1997年3月24日、隊番号の改正により第35護衛隊が第27護衛隊に改称。
2006年4月3日、第27護衛隊が廃止となり、大湊地方隊直轄艦となる。
2007年10月17日、除籍。総航程は519,574浬、総航海時数は53,425時間53分に及び、26年の就役期間中、観艦式に3回、航空機救難・捜索に9回、災害派遣に1回参加した。

### 歴代艦長
| 代 | 氏名       | 在任期間               | 前職                            | 後職                            | 備考                           |
| -- | ---------- | ---------------------- | ------------------------------- | ------------------------------- | ------------------------------ |
| 1  | 矢崎泰郎   | 1981.3.28 - 1982.1.24  | いしかり艤装員長                |                                 |                                |
| 2  | 池上光信   | 1982.1.25 - 1983.3.31  | 第5駆潜隊                       | 舞鶴地方総監部防衛部第2幕僚室長 | 3等海佐                        |
| 3  | 中河道春   | 1983.4.1 - 1984.12.2   | 海上幕僚監部総務部総務課        | 練習艦隊司令部幕僚              |                                |
| 4  | 歌田順治   | 1984.12.3 - 1986.3.31  | 海上自衛隊第1術科学校教官       | 舞鶴地方総監部防衛部第5幕僚室長 | 3等海佐                        |
| 5  | 稲田 悟    | 1986.4.1 - 1987.3.31   | さわぎり船務長兼副長            | 海上幕僚監部総務部総務課        | 3等海佐                        |
| 6  | 阿部洋継   | 1987.4.1 - 1988.7.27   | さがみ副長                      | しらせ運用長                    | 3等海佐                        |
| 7  | 中川正光   | 1988.7.28 - 1990.3.22  | 海上幕僚監部人事教育部教育第1課 | 第1海上訓練指導隊               | 3等海佐                        |
| 8  | 伊藤修一   | 1990.3.23 - 1991.8.6   | 海上自衛隊第1術科学校教官       | さわぎり艦長                    | 就任時3等海佐 1991.7.1 2等海佐 |
| 9  | 牧田幸男   | 1991.8.7 - 1993.3.14   | あまぎり砲雷長兼副長            | 第1海上訓練指導隊               |                                |
| 10 | 寺岡忠昭   | 1993.3.15 - 1994.8.21  | くらま船務長兼航海長            | 電子業務支援隊                  | 3等海佐                        |
| 11 | 溝部 宏    | 1994.8.22 - 1995.8.23  | しらせ船務長                    | しらせ航海長                    |                                |
| 12 | 大河戸正己 | 1995.8.24 - 1997.3.24  | 統合幕僚会議事務局              |                                 |                                |
| 13 | 武居智久   | 1997.3.25 - 1998.3.25  | 海上幕僚監部防衛部防衛課        | 東京業務隊付                    | 1998.1.1 1等海佐昇任           |
| 14 | 高橋賞三   | 1998.3.26 - 1999.8.19  | 海上自衛隊幹部候補生学校教官    | あまぎり艦長                    | 就任時3等海佐 1998.7.1 2等海佐 |
| 15 | 三石琢磨   | 1999.8.20 - 2001.3.28  | さがみ副長                      | あおくも艦長                    |                                |
| 16 | 松添昭義   | 2001.3.29 - 2002.3.24  | はまな運用長                    |                                 |                                |
| 17 | 大久保成彦 | 2002.3.25 - 2003.2.9   | 海上幕僚監部防衛部防衛課        | 海上幕僚監部防衛部防衛課        |                                |
| 18 | 伊保貴史   | 2003.2.10 - 2004.3.25  | ひえい船務長                    | しまゆき艦長                    | 3等海佐                        |
| 19 | 下平拓哉   | 2004.3.26 - 2005.3.24  | 海上幕僚監部防衛部防衛課        | 護衛艦隊司令部幕僚              |                                |
| 20 | 橋向亮介   | 2005.3.25 - 2006.3.23  | 護衛艦隊司令部幕僚              |                                 |                                |
| 21 | 関川秀樹   | 2006.3.24 - 2007.10.17 | 海上自衛隊幹部学校付            | いなづま艦長                    |                                |